# 李文斯頓瀑布
利文斯通瀑布，位于非洲刚果民主共和国中部刚果河下游的一道急湍，是世界上流量最大的瀑布。
湍流部分有350公里之长，从金沙萨附近的马莱博湖直至刚果西部城市马塔迪，总落差270米。
瀑布以19世纪苏格兰探险家和传教士大卫·利文斯通命名，但实际上利文斯通并没有探索到这个地区。

## 交通
金沙萨是刚果河沿岸自李文斯顿瀑布往上游方向、第一个可以实际通航的河埠，因此具有重要的交通地位。在当时，由于利文斯通瀑布过大的落差阻断了刚果河上下游间的直接航运，非洲内陆生产的货物都是以河运方式在利奥波德城集中后，再以人力挑运的方式，沿著刚果河岸运送到下游的马塔迪，装运上船继续运送。1898年时，连结两个城市的铁路修筑完成，使得刚果河上下游之间的运输效率大幅提升。